# Cinéma du Midi
Le Cinéma du Midi était une salle de cinéma ouverte de 1954 à 1982 au sein du Apollohal d'Amsterdam. Elle est connue pour ses nombreuses premières des films aux Pays-Bas.

## Histoire
La salle ouvre  au sein du Apollohal du 7 avril 1954 avec 784 places,. L'Appollohal date lui de 1934 et son architecture métallique a permis de grandes devantures en verre.

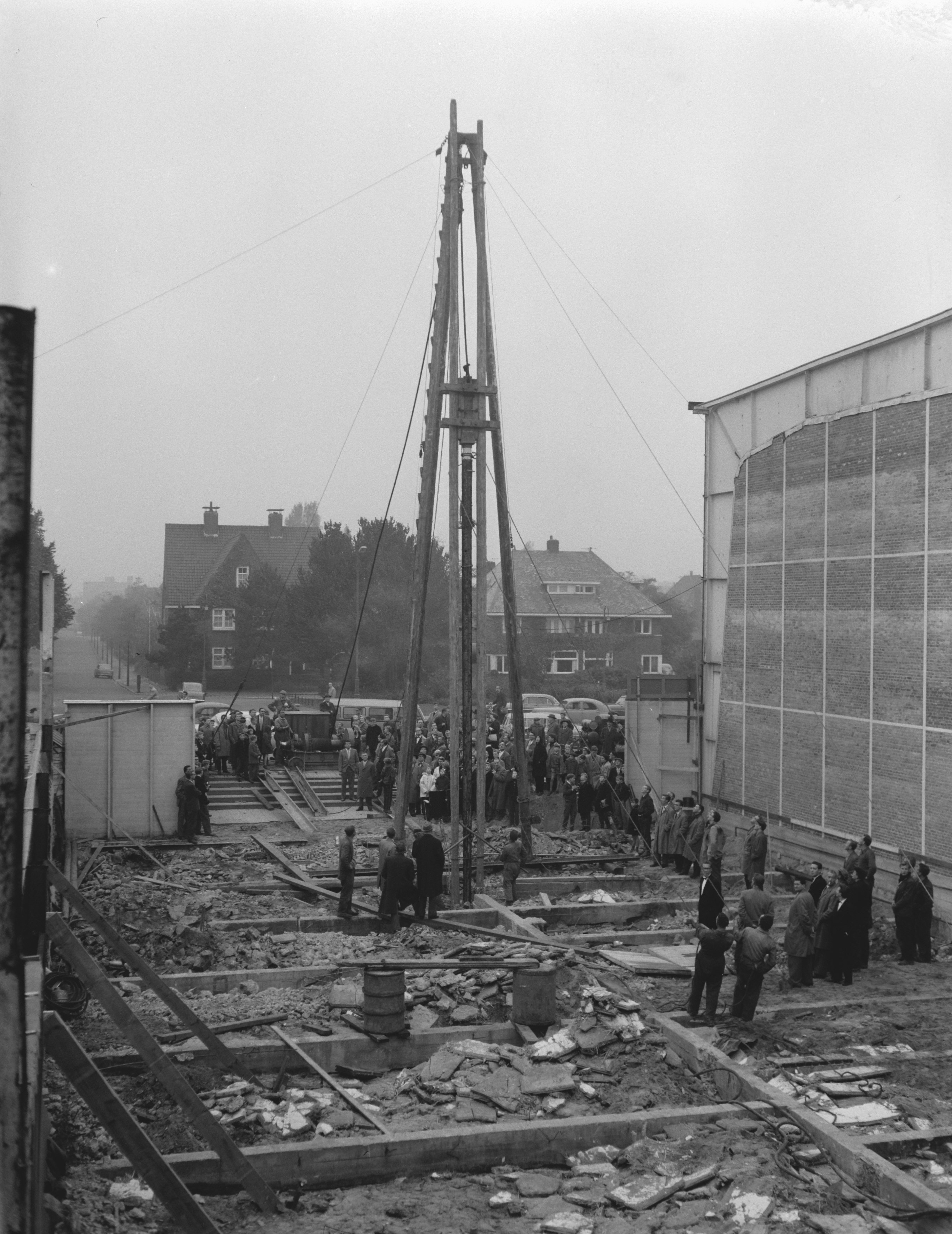
Pose de première pierre pour la reconstruction le 27 octobre 1958

En raison d'un incendie la salle ferme le  3 septembre 1957. Le cinéma est reconstruit et inauguré le 3 septembre 1959 avec une salle réduite à 700 places,, conçu par l'architecte Alexander Bodon, qui serait aussi à l'origine de la première salle. Toutefois l'usage d'un projecteur en 70 mm est une première à Amsterdam ainsi qu'un mur en béton blanc au lieu d'une toile. Cette installation permet à la société Philips de réaliser de nombreux tests, le directeur du cinéma étant un ancien ingénieur de l'entreprise.
En raison d'une réduction des productions en 70 mm à partir du milieu des années 1970, le cinéma n'est plus rentable. Une fermeture économique de trois mois a lieu fin 1977. La dernière projection au Du Midi en 70 mm est une reprise de Ben-Hur en mars 1978. La concurrence des multiplexes est aussi un frein pour l'activité de la salle malgré un projet de création de 3 salles au lieu d'une. Le cinéma ferme définitivement en décembre 1982 malgré un bail souscrit auprès de l'Appolohotel (propriétaire du batiement) jusqu'en 1983. Le propriétaire utilise par la suite la salle comme entrepôt jusqu'en 2005 et converti en gymnase au sein du nouveau complexe sportif et centre de congrès qu'est devenu l'Apollohal.

## Premières hollandaises
Plusieurs premières nationales sont organisées comme :
- Porgy and Bess le 23 septembre 1960 avec la première utilisation du CinemaScope[2]
- Spartacus (1960), une brochure précisant que la salle compte 52 haut-parleurs[2]
- West Side Story (1961), record de diffusion à Amsterdam avec 93 semaines[2]
- Lawrence d'Arabie (1962)
- Un monde fou, fou, fou, fou (1963), à l'affiche 34 semaines[2]
- La Mélodie du bonheur (1965), à l'affiche 39 semaines[2]
- De sang-froid (1967)
- La Mégère apprivoisée le 27 septembre 1967 en présence de la reine Juliana[2]
- Funny Girl (1968), à l'affiche 34 semaines[2]

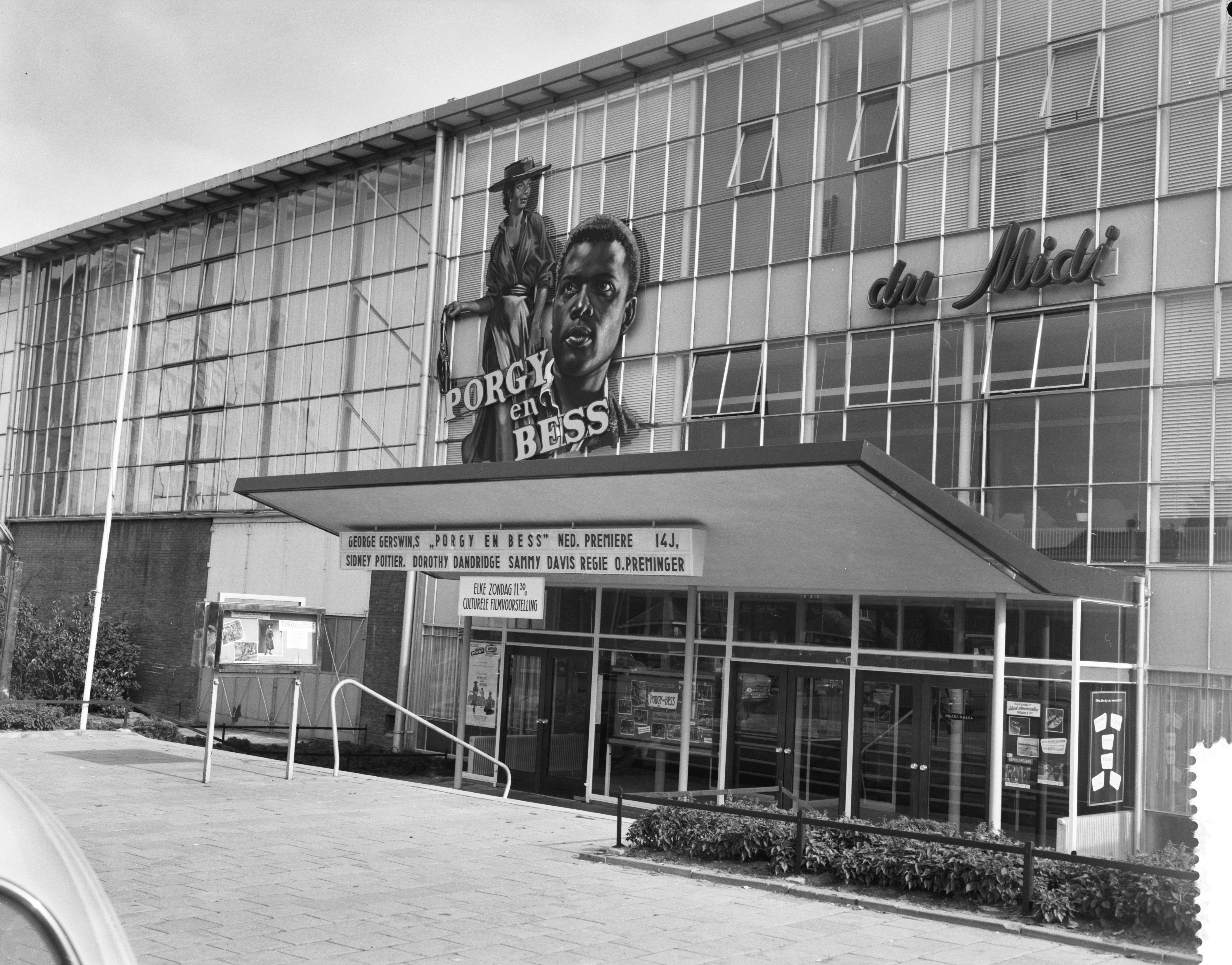
Première de Porgy and Bess (1960)
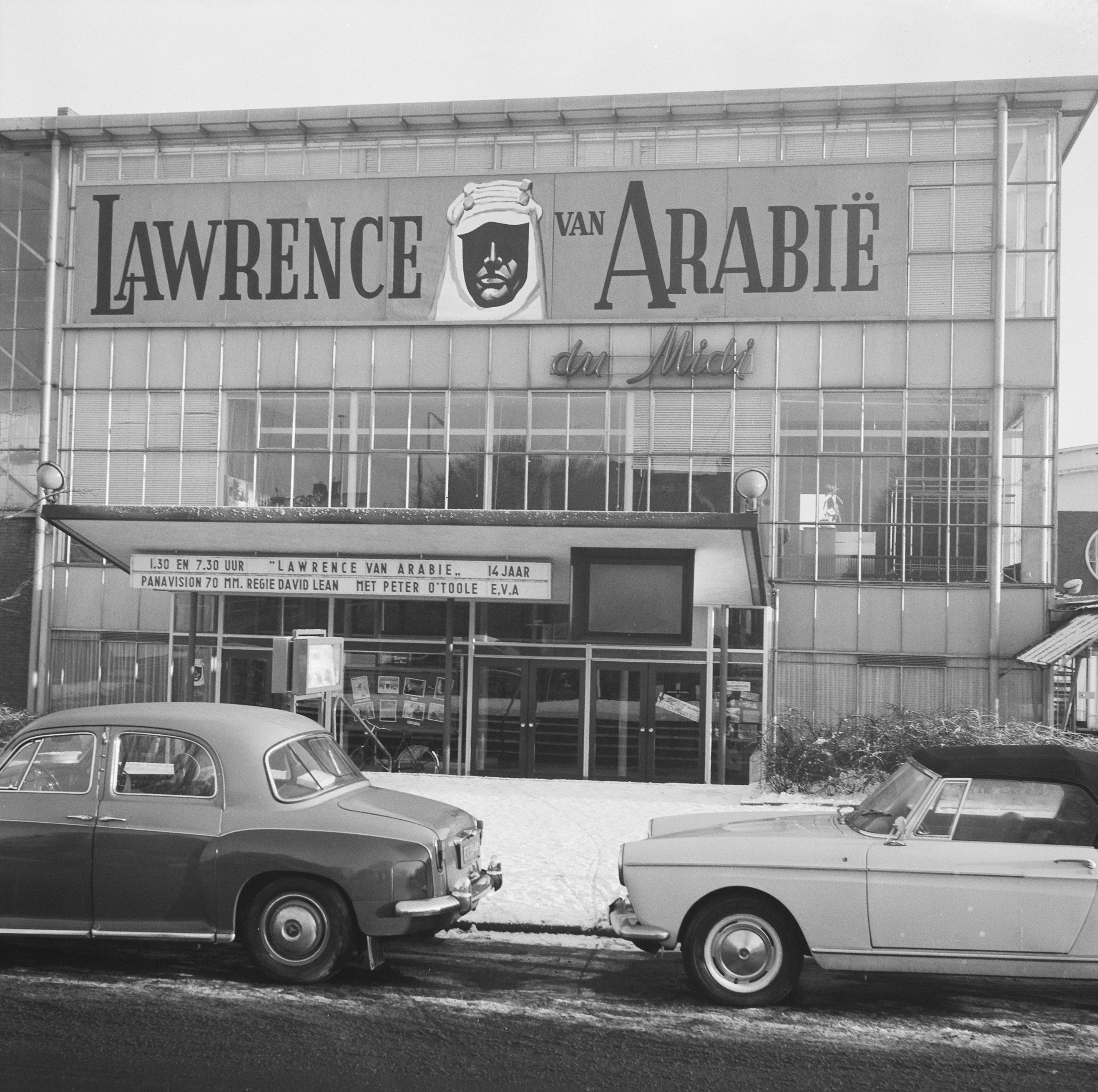
Première de Lawrence d'Arabie (1962)
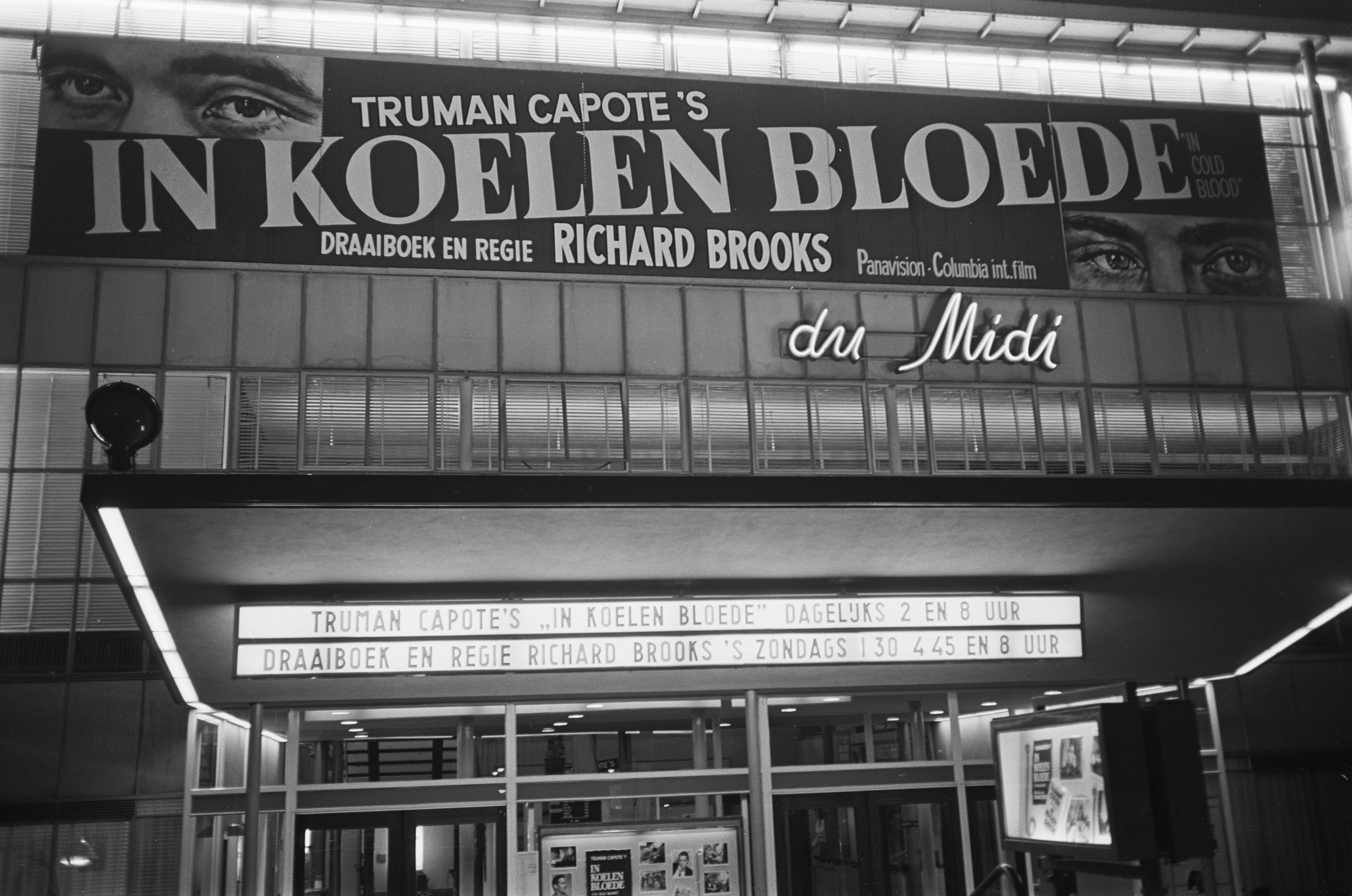
Première de De sang-froid (1967)
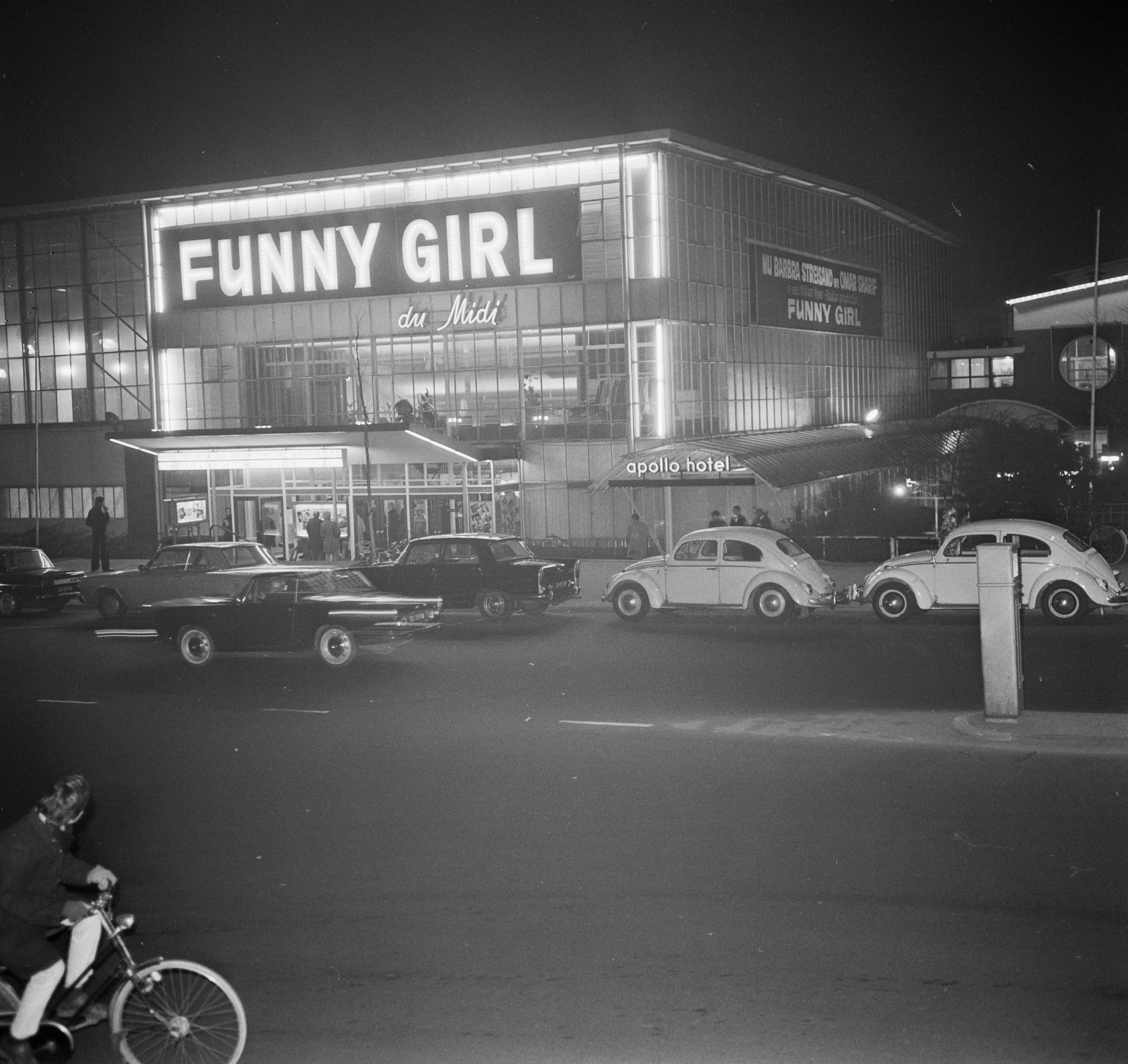
Facade pour de Funny Girl (1968)
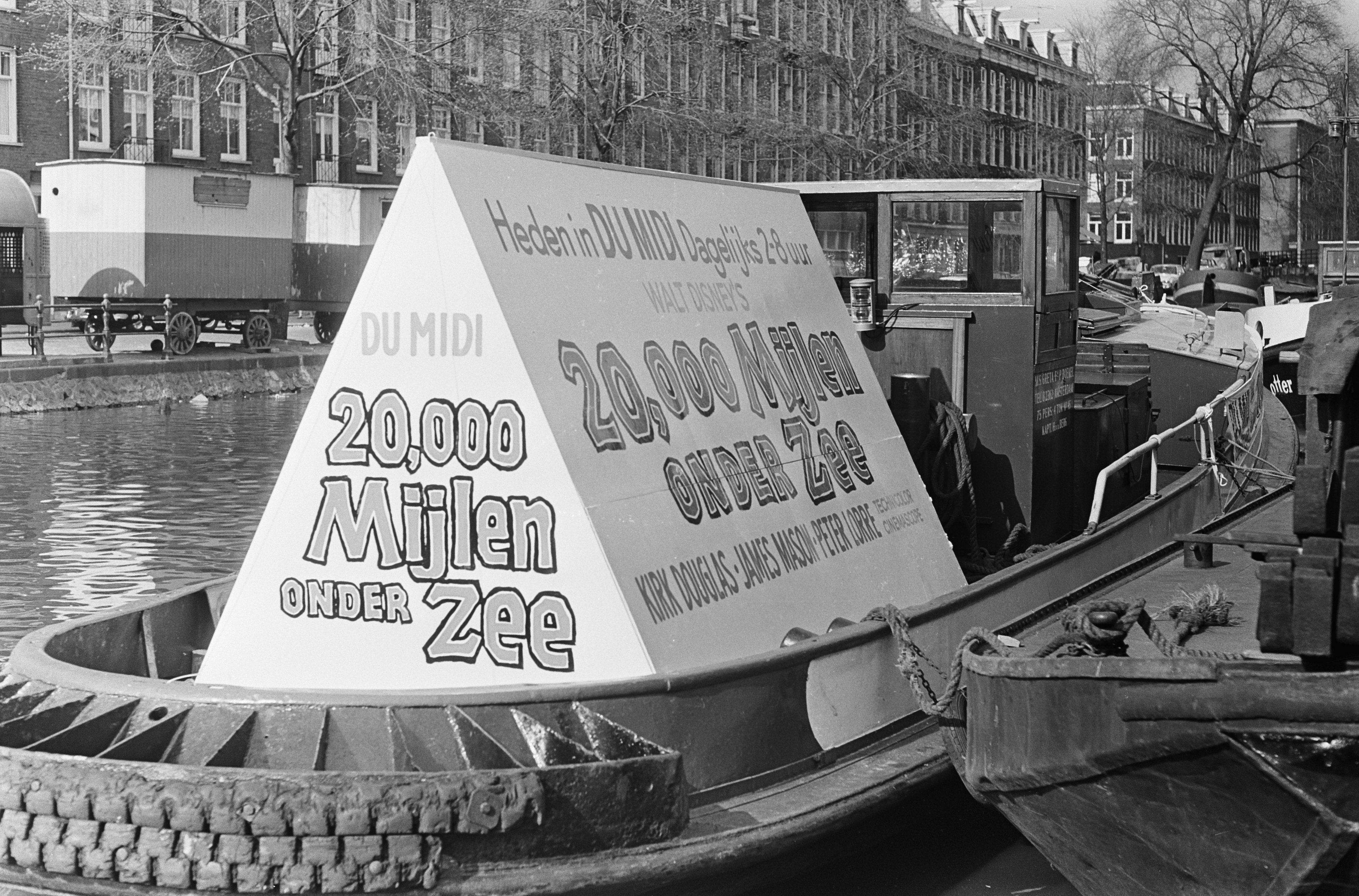
Publicité embarquée sur un bateau pour  Vingt Mille Lieues sous les mers (1954), rediffusé en 1967.